# شجرة الصابون الصينية
شجرة الصابون الصينية (الاسم العلمي: Triadica sebifera) هي شجرة موطنها شرق آسيا (الصينية: 乌桕، wū jiù). يُطلق عليها عادةً اسم "شجرة شحم الخنزير الصينية"، أو "شجرة الحور الرجراج في فلوريدا"، أو "شجرة الدجاج"، أو "شجرة الفشار الرمادي"، أو "شجرة التوت الشمعي".
تُعتبر بذور نبات شجرة الصابون الصينية وترياديكا كوتشينشيننسيس (Triadica cochinchinensis) وكذلك بذور نباتات أخرى مشابهة مصدرًا لزيت ستيلينجيا، وهو زيت تجفيفي يُستخدم في صناعة الدهانات والورنيش. الطبقة الدهنية التي تغطي البذور تُعرف باسم شحم ستيلينجيا، تُستخدم في صناعة الشموع والصابون، ومن هنا جاء الاسم الشائع لهذا النبات. يُعد هذا النبات ذا صلة بإنتاج الوقود الحيوي ( biodiesel )، يُعتبر ثالث أكثر المحاصيل إنتاجًا للزيوت النباتية في العالم بعد الطحالب ونخيل الزيت.[بحاجة لمصدر]
تُستخدم أوراق هذا النبات في الطب التقليدي لعلاج الدمامل. ومع ذلك، يُعتبر عصارة النبات وأوراقه سامة، كما أن الأوراق المتحللة من هذا النبات تُسبب ضررًا لأنواع نباتية أخرى. يُصنف هذا النوع على أنه غازٍ ضار في جنوب الولايات المتحدة.
هذا النوع من النبات ونوع "ترياديكا كوتشينشيننسيس" كانا يُصنفان سابقًا ضمن جنس ستيلينجيا، تحت اسمي ستيلينجيا سيبيفيرا و ستيلينجيا ديسكولور (ومن هنا جاء الاسم الذي لا يزال يُستخدم للزيت والشحم).  
كلمة "sebifera" في الاسم العلمي مشتقة من الكلمة اللاتينية "sebum" وتعني "شحم"و "fero"وتعني "يحمل"، وبالتالي فإن الاسم يعني "حامل الشحم".  
قبل عام 1950، إعادة تصنيف هذه الشجرة إلى جنس "Sapium"تحت اسم "Sapium sebiferum"، ولا تزال العديد من الأوراق البحثية حول الزيت تشير إلى الشجرة بهذا الاسم. حوالي عام 2002، تم إعادة تصنيفها مرة أخرى إلى جنس "Triadica"، وهي تُعرف الآن بهذا الاسم العلمي.

## الوصف

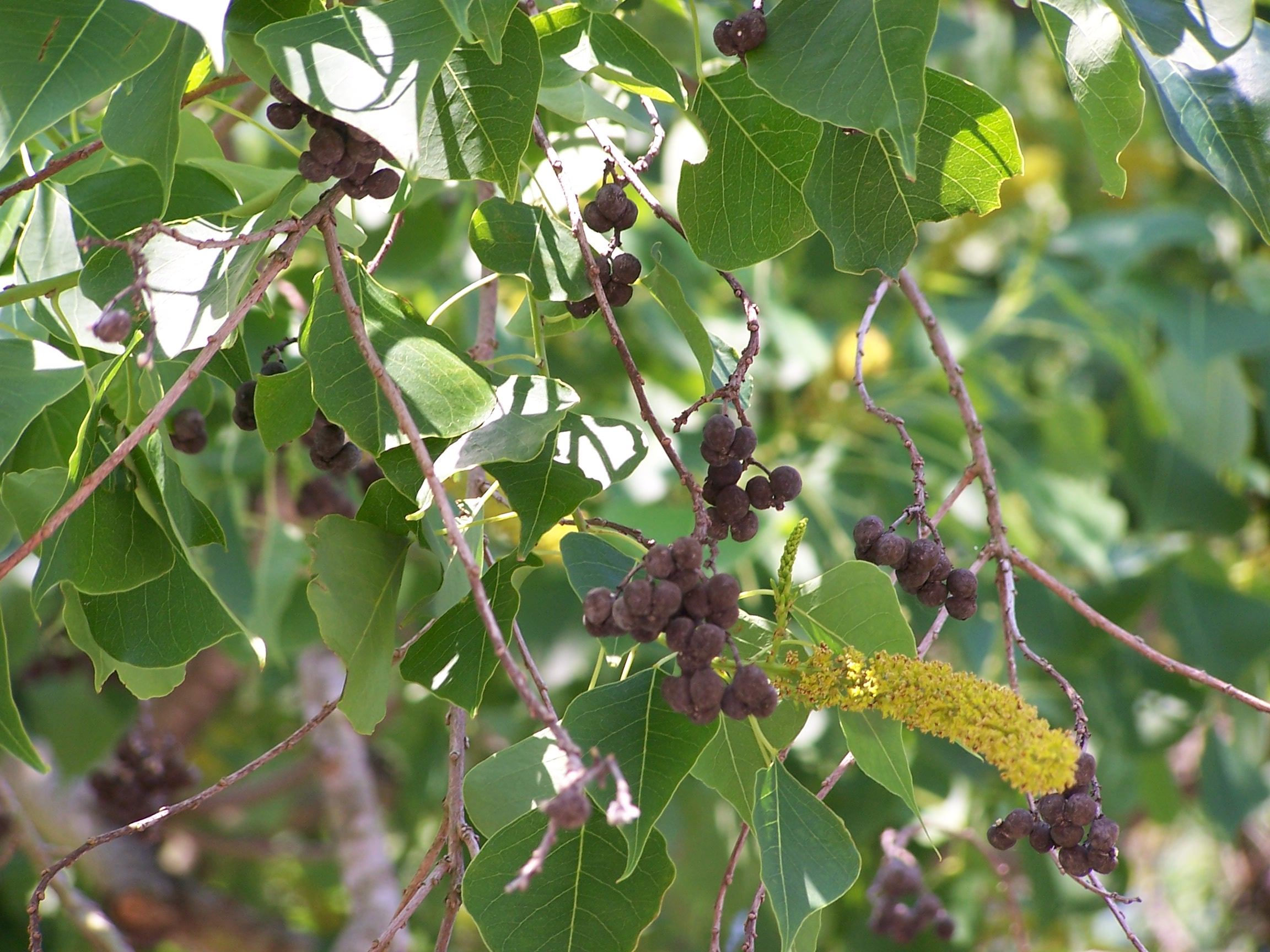
كبسولات البذور

تتميز شجرة الصابون الصيني Triadica sebifera بأوراق متساقطة بسيطة، متبادلة، عريضة، وتكون ذات شكل معيني إلى بيضاوي مع حواف ناعمة ومائلة نحو القلب، وأحيانًا تحتوي على ذيل ممتد يشبه إلى حد ما شجرة البو (Ficus religiosa). الأوراق خضراء لامعة من الأعلى وأفتح قليلاً من الأسفل، وتتحول إلى ألوان صفراء فاتحة وبرتقالية وأرجوانية وحمراء في فصل الخريف. الشجرة أحادية المسكن، حيث تنتج الأزهار الذكرية والأنثوية على نفس النبات.
تُبرز الأوراق الخضراء الشمعية مجموعات من الزهور الصفراء المخضرة والبيضاء خلال فترة الإزهار. تظهر الأزهار في أزهار طرفية على شكل سنبلة يصل طولها إلى 20 سم. تكون الزهور ذات لون أخضر فاتح وتعتبر ملحوظة جدًا في الربيع. كل زهرة أنثوية منفردة، تحتوي على مبيض ثلاثي الفصوص وثلاثة أنماط، ولا تحتوي على بتلات. تقع هذه الزهور في قاعدة السنبلة على فروع قصيرة. بينما تتواجد الأزهار الذكرية في مجموعات عند العقد العلوية للنورة.
الثمار عبارة عن كبسولات ثلاثية الفصوص وثلاث صمامات. مع نضوج الكبسولات، يتغير لونها من الأخضر إلى البني الأسود. تنفصل جدران الكبسولة وتطلق ثلاث بذور كروية يبلغ طولها حوالي 12 سم وقطرها 0.15 مم، وتزن حوالي 0.15 جرام، مع غطاء أبيض يحتوي على شحم. عادة ما تبقى البذور معلقة على النبات لعدة أسابيع. في أمريكا الشمالية، تنضج الأزهار عادة من أبريل إلى يونيو، بينما تنضج الثمار من سبتمبر إلى أكتوبر.

## الموطن والمدى
شجرة الصابون الصينية Triadica sebifera هي نبات موطنه الأصلي الصين، وربما منطقة تشجيانغ. تم وصفها في دستور الأدوية الصيني خلال عهد أسرة تانغ. يُعتقد أن زراعة الشجرة بدأت في القرن السابع خلال حكم أسرة تانغ في منطقة دلتا نهر اليانغتسي، ومن هناك انتشرت غربًا وجنوبًا. بحلول القرن السابع عشر، وصلت الأشجار إلى الفلبين وتايوان وشمال فيتنام وهاينان. كما تم تقديمها إلى اليابان خلال فترة إيدو. بحلول القرن الثامن عشر، انتشرت إلى الهند وجزر الكاريبي وكارولينا الجنوبية وجورجيا في الولايات المتحدة عبر شركة الهند الشرقية. كما توجد أيضًا في السودان وجنوب فرنسا.
يقال إن الشجرة تم إدخالها بواسطة بنيامين فرانكلين، الذي ذكر في رسالة مؤرخة في أكتوبر 1772 أنه حصل على بعض البذور. ومع ذلك، يُعتقد أنه تم إدخالها إلى ولايات ساوث كارولينا وجورجيا وفلوريدا في وقت مبكر من عام 1773 بواسطة جون برادبي بليك، الذي كان لديه وصول إلى البذور في وقت سابق، في أواخر عام 1770 أو أوائل عام 1771. انتشرت هذه الشجرة في ولاية كارولينا الشمالية جنوبًا على طول المحيط الأطلسي وساحل الخليج بأكمله، حيث تنمو بغزارة على ضفاف الخنادق والسدود. تنمو بشكل جيد بشكل خاص في الحقول المفتوحة والمناطق الساحلية المهجورة في الأراضي الزراعية التي تتميز بالأرض المضطربة، مثل الأراضي الزراعية المهجورة، وأكوام الحطام، وجوانب الطرق، والغابات المتضررة من العواصف، وأحيانًا على طول حواف المراعي الساحلية في الخليج الغربي، حيث تشكل أحيانًا زراعة أحادية. تم إدراج شجرة الصابون الصينية ضمن الأنواع الغازية في ولاية كارولينا الجنوبية.

## الاستخدامات

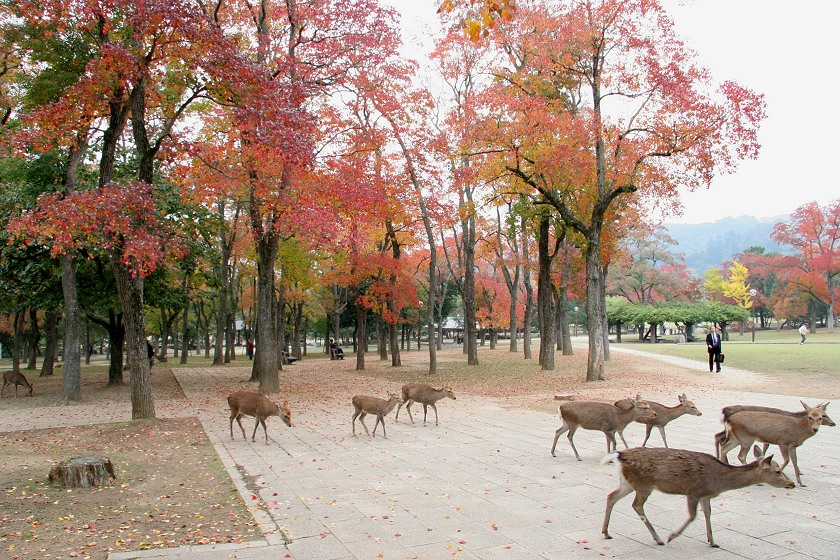
شجرة الصابون الصيني في الخريف، اليابان

يُستخدم الغلاف الشمعي الأبيض للبذور في صناعة الصابون. أما الزيت الداخلي للبذور ("زيت ستيلينجيا") فهو سام، ولكن له تطبيقات صناعية.
الرحيق غير سام، وأصبح من المصادر الرئيسية للعسل لمربي النحل. يتميز العسل بجودته العالية، ويُنتج بكثرة خلال شهر يونيو على ساحل الخليج. في دول ساحل الخليج، يهاجر النحالون مع نحل العسل إلى المناطق الغنية بشجرة الشحم بالقرب من الخليج.
الشجرة نبات زينة سريع النمو وتوفر الظل. ومن الجدير بالذكر بشكل خاص أنها إذا زرعت في مناطق ذات تقلبات درجات حرارة موسمية قوية، فإن أوراقها متعددة الألوان تصبح مشابهة للقيقب في الخريف. لا تميز الشجرة بين أنواع التربة أو الصرف، لكنها لا تنمو في الظل العميق. لقد تأقلمت في جميع أنحاء اليابان وهي شديدة التحمل إلى حد معقول. لا ينبغي زراعتها خارج نطاقها الأصلي بسبب ميلها إلى أن تصبح نوعًا غازيًا.

## الأنواع الغازية
شجرة الشحم هي نوع غير أصلي في العديد من المناطق حول العالم. وجودها في أمريكا الشمالية، بالإضافة إلى الضرر الذي تسببه للأنظمة البيئية، يجعلها تُعتبر من الأنواع الغازية هناك. تشكل أشجار الشحم خطرًا كبيرًا على التوسع، يمكن أن تضر بالنظم البيئية المحلية من خلال التنافس مع النباتات الأصلية وتكوين زراعة أحادية. يؤدي النظام الأحادي إلى تقليل التنوع البيولوجي والمرونة العامة للمنطقة. إن طبيعة الشجرة المتينة، ومعدلات نموها العالية، وقدرتها الإنجابية الكبيرة تساهم في نجاحها الغازي. وفقًا لوزارة الزراعة الأمريكية، تبدأ أشجار الشحم في إنتاج بذور قابلة للحياة في غضون ثلاث سنوات. يمكن أن تنتشر عن طريق براعم الجذور والعقل، وهي سريعة الغزو بعد حدوث اضطراب في المنطقة، مثل إزالة الأرض. يمكن لشجرة شحم واحدة أن تنتج ما يقرب من 100 ألف بذرة قابلة للحياة سنويًا، والتي يمكن أن تظل في التربة لعدة سنوات قبل أن تنبت. يمكن أن تنتج الشجرة الناضجة 4500 كيلوغرام من البذور لكل هكتار سنويًا. تنتقل هذه البذور بسهولة إلى أماكن مختلفة عن طريق الطيور والمياه. يمكن لأشجار الشحم أن تظل منتجة لمدة 100 عام. كما أن من الصعب جدًا القضاء عليها، إذ إن خصائصها السامة في أوراقها وفواكهها تجعلها بلا حيوانات مفترسة أو قليلة جدًا، كما أن عمرها القصير يعني أن الأشجار المقطوعة حديثًا يمكن أن تنمو بسرعة. في الوقت الحالي، تُعد مبيدات الأعشاب والحرائق هي العلاجات الفعالة الوحيدة المتاحة لاحتواء والسيطرة على شجرة الشحم الصيني. وتقوم وزارة الزراعة الأمريكية بتقييم خنفساء البراغيث (Bikasha Collaris) كعامل تحكم طبيعي.
في منطقة هيوستن، تشكل أشجار الشحم الصينية ما يصل إلى 23% من جميع الأشجار، وهي أكثر الأنواع انتشارًا مقارنة بأي نوع آخر، كما أنها النوع الغازي الوحيد من بين أكثر 14 نوعًا شائعًا في المنطقة. تُدرج وزارة الزراعة في تكساس شجرة الشحم الصينية ضمن أكثر 24 نباتًا غازيًا، وتضعها في قائمة النباتات الضارة والغزوية التي يُحظر بيعها أو توزيعها أو استيرادها إلى تكساس. الحيوانات العاشبة والحشرات تتجنب عادة تناول أوراق شجرة الشحم الصينية، وقد يكون هذا، بدلاً من السموم النباتية، هو السبب وراء نجاحها كنوع غازي.
في أوروبا، تم إدراج الأنواع ضمن قائمة الاتحاد الأوروبي للأنواع الغريبة الغازية، مما يعني أنه أصبح من غير القانوني الآن استيراد أو بيع هذا النبات في دول الاتحاد الأوروبي..

## المكافحة البيولوجية
في بعض أجزاء الولايات المتحدة الأمريكية، تم النظر في استخدام المكافحة البيولوجية لشجرة الشحم الصينية، عبر خنفساء البراغيث Bikasha collari التي تهاجم يرقاتها الجذور، والعثة Gadirtha fusca التي تهاجم يرقاتها الأوراق. وفي تلك المناطق، أثار احتمال فقدان شجرة الشحم كمصدر للعسل قلقًا بين مربي النحل..

## المرادفات والأسماء السابقة
هذه بعض المرادفات والاسماء السابقة:
- كارومبيوم سيبيفيروم (L.) كورز، فورست فلوريدا، بورما 2: 411، 412. 1877.
- كروتون سيبيفيره ("سيبيفيروس")، الاسم العلمي: رقم: 1004. 1753.
- شجرة الصابون الصيني . أرج. في العاصمة واشنطن، المنتج 15(2): 1210. 1866.
- ستيلينجيا سيبيفيرا (L.) ميشكس.، فلورا بور. -عامر. 2: 213. 1803.
- Sapium chihsinianum SK Lee،مجلة التصنيف النباتي. الخطيئة. 5: 121، ج 22. 1956.
- سابيوم ديسكولر متنوع وينهسينينسيس إس بي هو، فل. Tsingliensis 1(3): 451، الشكل 155. 1981.
- Sapium pleiocarpum YC Tseng، مجلة التصنيف النباتي. الخطيئة. 20: 105، الشكل 1. 1982.
- سابيوم سيبيفيروم (L.) روكسب.، فل. الطبعة المستقلة 1832، 3: 693. 1832.
  - سابيوم سيبيفيروم متنوع كورداتوم SY وانج، فل. هنان 2: 480. 1988.
  - سابيوم سيبيفيروم متنوع دابيشينسي بي سي دينج وتي بي تشاو، فل. هنان 2: 481. 1988.
  - سابيوم سيبيفيروم متنوع Multiracemosum BC دينج و تي بي تشاو، فل. هنان 2: 480، الشكل 1394. 1988.
  - سابيوم سيبيفيروم متنوع البندول BC Ding & TB Chao، فل. هنان 2: 481. 1988.
- سيبوريوم صيني راف.، سيلفا تيلور. :63. 1838، الاسم الفائق.
- سيبوريوم سيبيفيروم (L.) حورس.، بوت. مجلة (طوكيو) 61: 30. 1948.
- ترياديكا سينينسيس لور.، فل. كوتشينش. :610. 1790.[27]